# Baltischer Rasen- und Wintersport-Verband
Bałtycki Związek Sportów Trawiastych i Zimowych (niem. Baltischer Rasen- und Wintersport-Verband, BRWV) – okręgowy związek sportowy utworzony w 1908 roku przez 15 klubów sportowych z obszaru Prus Wschodnich, Prus Zachodnich i Okręgu Kłajpedy, a później także Wolnego Miasta Gdańska. Siedzba związku znajdowała się w Królewcu. Od 1911 do związku należało również  Pomorze. Stowarzyszenie powstało 26 stycznia 1908 roku jako Bałtyckie Stowarzyszenie Sportów Trawiastych (BRV). W grudniu 1910 roku zmieniono nazwę na Bałtycki Związek Trawników i Sportów Zimowych, a 10 kwietnia 1927 roku na Bałtycki Związek Sportowy (Baltischer Sport-Verband, BSV).